# Фере, Жюльен
Жюлье́н Фере́ (фр. Julien Féret); 5 июля 1982, Сен-Бриё, Франция) — французский футболист,полузащитник клуба «Кан».
Футбольную карьеру начал, выступая за дубль «Ренна». Не получив возможности выступать за взрослую команду, отправился в клубы низших французских дивизионов. Привлек к себе внимание, выступая в Лиге 2 за «Реймс», где за 3 сезона забил 33 мяча. Перейдя в 2008 году в «Нанси», получил возможность сыграть в Лиге 1, где стал одним из лучших ассистентов и вторым бомбардиром клуба по итогам сезона . Проведя 4 сезона в составе лотарингцев, перешёл на правах свободного агента в свой родной клуб, «Ренн».

## Достижения
Ренн
- Финалист Кубка французской лиги: 2012/13